# Sekundærrute 459
Sekundærrute 459 er en rutenummereret landevej i Østjylland.
Ruten går fra  Juelsminde, først mod nord til Glud, og derfra mod vest til den  slutter ved mødet med Primærrute 52 ved Dagnæs syd for Horsens.
Rute 459 har en længde på ca. 25 km.